# Vladimir Grbić
Pour les articles homonymes, voir Grbić.
Vladimir Grbić est un ancien joueur de volley-ball serbe né le 14 décembre 1970 à Zrenjanin. Il mesure 1,93 m et jouait réceptionneur-attaquant. Il est le frère de Nikola Grbić.

## Clubs
| Club               | Pays        | De        | À         |
| ------------------ | ----------- | --------- | --------- |
| Mladost Zagreb     | Yougoslavie | 1990-1991 | 1990-1991 |
| Vojvodina Novi Sad | Yougoslavie | 1991-1992 | 1991-1992 |
| Padoue             | Italie      | 1992-1993 | 1994-1995 |
| Cuneo              | Italie      | 1995-1996 | 1996-1997 |
| Suzano São Paulo   | Brésil      | 1997-1998 | 1997-1998 |
| Rome Volley        | Italie      | 1998-1999 | 2000-2001 |
| Dynamo Moscou      | Russie      | 2003-2004 | 2003-2004 |
| Latina             | Italie      | 2004-2005 | 2006-2007 |
| Fenerbahce         | Turquie     | 2007-2008 | 2008-2009 |

## Palmarès
- Championnat d'Italie : 2000
- Coppa Italia : 1996
- Supercoupe d'Italie : 1996
- Coupe des Coupes : 1997
- Coupe de la CEV : 1996
- Supercoupe d'Europe : 1996
- Championnat de Turquie de volley-ball masculin 2007-2008